# 북방가넷

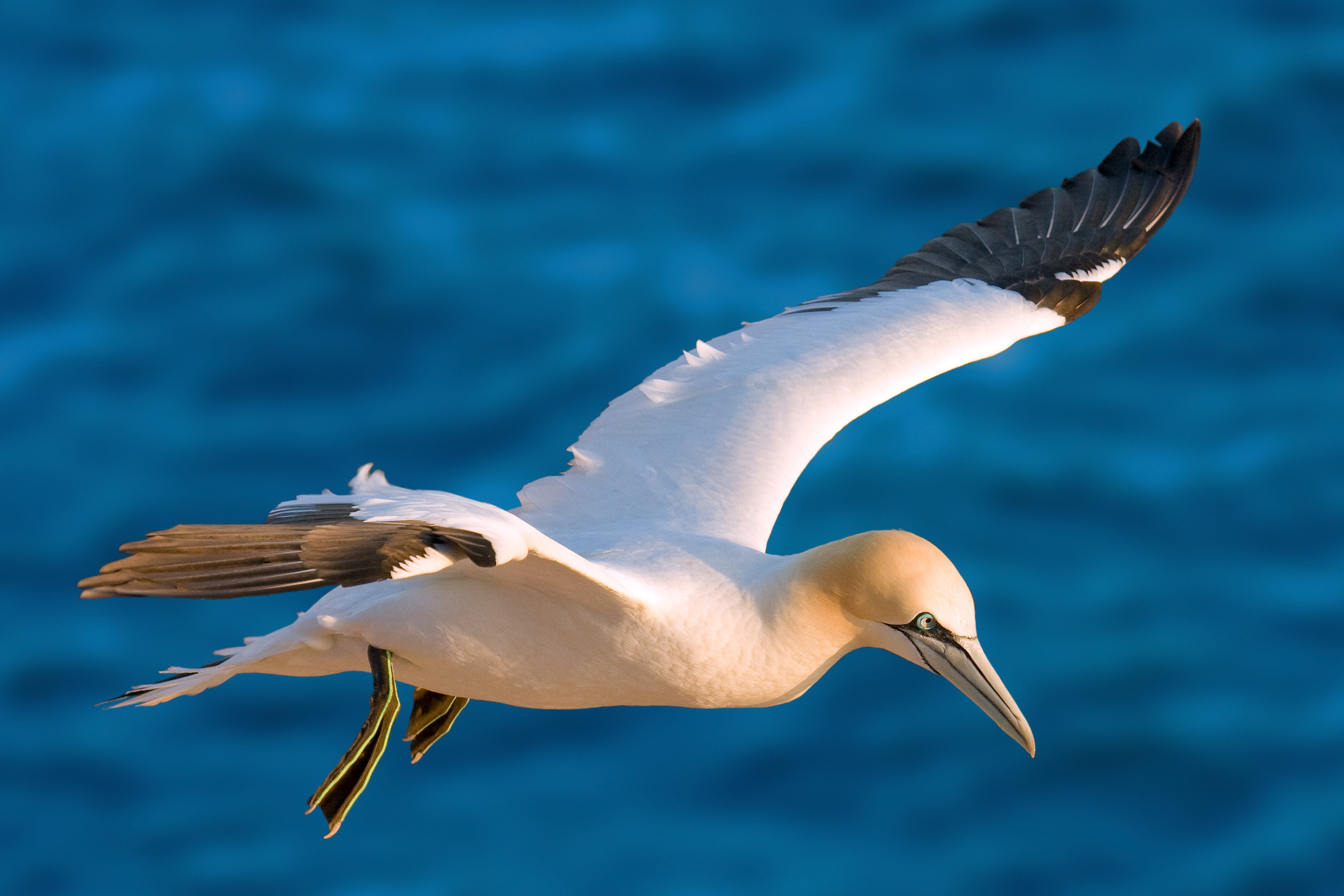
성체

북방가넷(Northern gannet, Morus bassanus)은 가다랭이잡이과(Sulidae)의 가장 큰 종인 바닷새이다. 대서양 연안이 원산지이며 서유럽과 북미 북동부에서 번식한다. 북대서양에서 가장 큰 바닷새이다. 성별은 외모가 비슷하다. 성체 북방가넷은 주로 흰색의 유선형 몸체를 가지고 있으며 긴 목과 길고 가느다란 날개를 가지고 있다. 길이는 87~100cm(34+1⁄2~39+1⁄2인치)이고 날개 폭은 170~180cm(67~71인치)이다. 머리와 목덜미는 번식기에 더욱 두드러지는 담황색을 띠고, 날개 가장자리에는 짙은 갈색-검정색 깃털이 있다. 길고 뾰족한 부리는 청회색이며 입과 눈 주위의 검은색 맨살과 대조를 이룬다. 어린 새끼는 대부분 회갈색이며, 성숙해지기까지 5년이 지나면 점점 흰색이 된다.